# Crescencio Morales
Crescencio Morales är en ort i Mexiko.   Den ligger i kommunen Zitácuaro och delstaten Michoacán de Ocampo, i den södra delen av landet, 120 km väster om huvudstaden Mexico City. Crescencio Morales ligger 2 395 meter över havet och antalet invånare är 1 709.
Terrängen runt Crescencio Morales är huvudsakligen kuperad, men söderut är den bergig. Crescencio Morales ligger nere i en dal. Runt Crescencio Morales är det ganska tätbefolkat, med 144 invånare per kvadratkilometer. Närmaste större samhälle är Heróica Zitácuaro, 13,4 km sydväst om Crescencio Morales. I omgivningarna runt Crescencio Morales växer huvudsakligen savannskog.